# دوندارلی (تووز)
دوندارلی (به لاتین: Dondarlı) یک منطقه مسکونی در جمهوری آذربایجان است که در شهرستان تووز واقع شده است.